# Liga Colombiana de Béisbol Profesional 2012-13
La Liga Colombiana de Béisbol Profesional 2012-13, por motivos de patrocinio Copa Versus de Béisbol 2012-2013, fue la 37° edición de este campeonato. Comenzó el 16 de noviembre de 2012 y terminó el 29 de enero de 2013. Un total de 4 equipos participan en la competición. Los 2 mejores equipos jugaron la final programada a siete juegos, la cual se definió en 6, a favor de Caimanes de Barranquilla por 2-4. El campeón representó a Colombia en la Serie Latinoamericana 2013.

## Sistema de juego
La primera fase llamada temporada regular la jugaron los cuatro equipos inscritos entre sí, disputando 42
juegos, 21 de local y 21 de visitante. Luego se jugó un Pre-Play Off en donde se enfrentaron el segundo y el tercero de la tabla de posiciones de la fase regular, el ganador de esta serie, será el equipo que gane 2 de 3 juegos. La final la disputaron el primero de la tabla de posiciones de la fase regular y el ganador del Pre-Play Off, se coronaría como campeón al equipo que gane 4 de 7 juegos aunque solo se jugaron 6.

## Equipos participantes
| Equipo                   | Fundación | Departamento | Ciudad       | Estadio                   | Capacidad |
| Caimanes de Barranquilla | 1984      | Atlántico    | Barranquilla | Estadio Tomás Arrieta     | 8 000     |
| Tigres de Cartagena      | 1996      | Bolívar      | Cartagena    | Estadio Once de Noviembre | 12 000    |
| Leones de Montería       | 2003      | Córdoba      | Montería     | Estadio 18 de Junio       | 11 000    |
| Toros de Sincelejo       | 2003      | Sucre        | Sincelejo    | Estadio 20 de Enero       | 10 000    |

## Temporada regular

### Posiciones
- Actualizado al 18 de enero de 2013[1]

| Pos | Equipo                   | JJ | JG | JP | AVG. | Dif  |
| --- | ------------------------ | -- | -- | -- | ---- | ---- |
| 1.  | Caimanes de Barranquilla | 42 | 26 | 16 | 619  | ---  |
| 2.  | Tigres de Cartagena      | 42 | 24 | 18 | 571  | 2,0  |
| 3.  | Leones de Montería       | 42 | 20 | 22 | 476  | 6,0  |
| 4.  | Toros de Sincelejo       | 42 | 14 | 28 | 333  | 12,0 |

|  | Clasificado a la final del campeonato. |
|  | Clasificados al Pre-Play Off.          |
|  | Eliminado.                             |

### Resultados
Se disputaron 42 juegos cada equipo a partir del 16 de noviembre del 2012 hasta el 16 de enero del 2013.
| Tigres   | 9 : 2 | Toros  | 20 de Enero, Sincelejo | 16 de noviembre | 19:00 |
| Caimanes | 4 : 3 | Leones | 18 de Junio, Montería  | 16 de noviembre | 19:00 |
| Tigres   | 0 : 6 | Toros  | 18 de Junio, Montería  | 17 de noviembre | 17:00 |
| Caimanes | 3 : 5 | Leones | 18 de Junio, Montería  | 17 de noviembre | 17:00 |
| Caimanes | 5 : 4 | Leones | 18 de Junio, Montería  | 18 de noviembre | 17:00 |

| Tigres   | 6 : 2  | Caimanes | 20 de Enero, Sincelejo       | 20 de noviembre | 19:00 |
| Toros    | 3 : 4  | Leones   | 18 de Junio, Montería        | 20 de noviembre | 19:00 |
| Tigres   | 6 : 2  | Caimanes | 20 de Enero, Sincelejo       | 21 de noviembre | 19:00 |
| Toros    | 2 : 5  | Leones   | 18 de Junio, Montería        | 21 de noviembre | 19:00 |
| Caimanes | 1 : 12 | Toros    | 18 de Junio, Montería        | 23 de noviembre | 19:00 |
| Leones   | 0 : 1  | Tigres   | Once de Noviembre, Cartagena | 23 de noviembre | 19:00 |
| Caimanes | 1 : 2  | Toros    | 18 de Junio, Montería        | 24 de noviembre | 17:00 |
| Leones   | 3 : 1  | Tigres   | Once de Noviembre, Cartagena | 24 de noviembre | 17:00 |
| Caimanes | 5 : 2  | Toros    | 18 de Junio, Montería        | 25 de noviembre | 17:00 |
| Leones   | 9 : 4  | Tigres   | Once de Noviembre, Cartagena | 25 de noviembre | 17:00 |

| Caimanes | 4 : 2  | Leones   | 18 de Junio, Montería        | 27 de noviembre | 19:00 |
| Toros    | 1 : 2  | Tigres   | Once de Noviembre, Cartagena | 27 de noviembre | 19:00 |
| Caimanes | 0 : 1  | Leones   | 18 de Junio, Montería        | 28 de noviembre | 19:00 |
| Toros    | 6 : 12 | Tigres   | Once de Noviembre, Cartagena | 28 de noviembre | 19:00 |
| Tigres   | 2 : 5  | Caimanes | Tomás Arrieta, Barranquilla  | 30 de noviembre | 19:00 |
| Caimanes | 4 : 5  | Tigres   | Tomás Arrieta, Barranquilla  | 1 de diciembre  | 17:00 |
| Leones   | 1 : 2  | Toros    | 20 de Enero, Sincelejo       | 1 de diciembre  | 17:00 |
| Caimanes | 10 : 9 | Tigres   | Once de Noviembre, Cartagena | 2 de diciembre  | 17:00 |
| Leones   | 6 : 0  | Toros    | 20 de Enero, Sincelejo       | 2 de diciembre  |       |
| Leones   | 9 : 5  | Toros    | 20 de Enero, Sincelejo       | 2 de diciembre  | 17:00 |

#### Diciembre
| Tigres | 2 : 11  | Leones   | 18 de Junio, Montería        | 4 de diciembre | 19:00 |
| Toros  | 1 : 6   | Caimanes | Tomás Arrieta, Barranquilla  | 4 de diciembre | 19:00 |
| Tigres | 2 : 9   | Leones   | 18 de Junio, Montería        | 5 de diciembre | 19:00 |
| Toros  | 12 : 6  | Caimanes | Tomás Arrieta, Barranquilla  | 5 de diciembre | 18:00 |
| Leones | 6 : 8   | Caimanes | Tomás Arrieta, Barranquilla  | 7 de diciembre | 16:00 |
| Toros  | 1 : 4   | Tigres   | Once de Noviembre, Cartagena | 7 de diciembre | 16:00 |
| Leones | 14 : 15 | Caimanes | Tomás Arrieta, Barranquilla  | 8 de diciembre | 16:00 |
| Toros  | 2 : 9   | Tigres   | Once de Noviembre, Cartagena | 8 de diciembre | 17:00 |
| Leones | 9 : 17  | Caimanes | Tomás Arrieta, Barranquilla  | 9 de diciembre | 17:00 |
| Toros  | 11 : 3  | Tigres   | Once de Noviembre, Cartagena | 9 de diciembre | 17:00 |

| Tigres   | 0 : 4  | Caimanes | Tomás Arrieta, Barranquilla  | 11 de diciembre | 19:00 |
| Leones   | 4 : 9  | Toros    | 20 de Enero, Sincelejo       | 11 de diciembre | 19:00 |
| Caimanes | 3 : 12 | Tigres   | Once de Noviembre, Cartagena | 12 de diciembre | 19:00 |
| Leones   | 13 : 8 | Toros    | 20 de Enero, Sincelejo       | 12 de diciembre | 19:00 |
| Tigres   | 3 : 9  | Leones   | 18 de Junio, Montería        | 14 de diciembre | 19:00 |
| Toros    | 8 : 9  | Caimanes | Tomás Arrieta, Barranquilla  | 14 de diciembre | 19:00 |
| Tigres   | 5 : 2  | Leones   | 18 de Junio, Montería        | 15 de diciembre | 17:00 |
| Toros    | 2 : 3  | Caimanes | Tomás Arrieta, Barranquilla  | 15 de diciembre | 17:00 |
| Tigres   | 5 : 4  | Leones   | 18 de Junio, Montería        | 16 de diciembre | 17:00 |
| Toros    | 3 : 5  | Caimanes | Tomás Arrieta, Barranquilla  | 16 de diciembre | 17:00 |

| Leones | 4 : 5  | Caimanes | Tomás Arrieta, Barranquilla | 18 de diciembre | 19:00 |
| Tigres | 8 : 11 | Toros    | 20 de Enero, Sincelejo      | 18 de diciembre | 19:00 |
| Leones | 7 : 4  | Caimanes | Tomás Arrieta, Barranquilla | 19 de diciembre | 19:00 |
| Tigres | 7 : 4  | Toros    | 20 de Enero, Sincelejo      | 19 de diciembre | 19:00 |
| Tigres | 7 : 1  | Toros    | 20 de Enero, Sincelejo      | 19 de diciembre |       |

| Leones   | 6 : 3  | Tigres   | Once de Noviembre, Cartagena | 26 de diciembre | 19:00 |
| Caimanes | 2 : 3  | Toros    | 20 de Enero, Sincelejo       | 26 de diciembre | 19:00 |
| Leones   | 9 : 5  | Tigres   | Once de Noviembre, Cartagena | 27 de diciembre | 19:00 |
| Caimanes | 5 : 3  | Toros    | 20 de Enero, Sincelejo       | 27 de diciembre | 19:00 |
| Caimanes | 11 : 1 | Tigres   | 20 de Enero, Sincelejo       | 28 de diciembre | 19:00 |
| Toros    | 4 : 17 | Leones   | Once de Noviembre, Cartagena | 28 de diciembre | 19:00 |
| Tigres   | 4 : 5  | Caimanes | Tomás Arrieta, Barranquilla  | 29 de diciembre | 17:00 |
| Leones   | 6 : 4  | Toros    | 20 de Enero, Sincelejo       | 29 de diciembre | 17:00 |
| Caimanes | 8 : 14 | Tigres   | Once de Noviembre, Cartagena | 30 de diciembre | 14:00 |
| Toros    | 4 : 2  | Leones   | 18 de Junio, Montería        | 30 de diciembre | 15:00 |

#### Enero
| Leones | 3 : 7   | Caimanes | Tomás Arrieta, Barranquilla | 3 de enero | 19:00 |
| Tigres | 6 : 1   | Toros    | 20 de Enero, Sincelejo      | 3 de enero | 19:00 |
| Leones | 4 : 6   | Caimanes | Tomás Arrieta, Barranquilla | 4 de enero | 19:00 |
| Tigres | 5 : 4   | Toros    | 20 de Enero, Sincelejo      | 4 de enero | 19:00 |
| Tigres | 11 : 3  | Leones   | 18 de Junio, Montería       | 5 de enero | 17:00 |
| Toros  | 3 : 9   | Caimanes | Tomás Arrieta, Barranquilla | 5 de enero | 17:00 |
| Tigres | 14 : 1  | Leones   | 18 de Junio, Montería       | 6 de enero | 17:00 |
| Toros  | 13 : 12 | Caimanes | Tomás Arrieta, Barranquilla | 6 de enero | 17:00 |

| Caimanes | 14 : 2  | Tigres   | Once de Noviembre, Cartagena | 7 de enero  | 16:00 |
| Toros    | 4 : 3   | Leones   | 18 de Junio, Montería        | 7 de enero  | 17:00 |
| Caimanes | 3 : 1   | Tigres   | Tomás Arrieta, Barranquilla  | 8 de enero  | 19:00 |
| Toros    | 3 : 2   | Leones   | 18 de Junio, Montería        | 8 de enero  | 19:00 |
| Caimanes | 2 : 9   | Leones   | 18 de Junio, Montería        | 10 de enero | 19:00 |
| Toros    | 4 : 5   | Tigres   | Once de Noviembre, Cartagena | 10 de enero | 19:00 |
| Caimanes | 2 : 5   | Leones   | 18 de Junio, Montería        | 11 de enero | 19:00 |
| Toros    | 5 : 6   | Tigres   | Once de Noviembre, Cartagena | 11 de enero | 19:00 |
| Tigres   | 11 : 14 | Caimanes | Tomás Arrieta, Barranquilla  | 12 de enero | 17:00 |
| Leones   | 6 : 8   | Toros    | 20 de Enero, Sincelejo       | 12 de enero | 17:00 |
| Caimanes | 3 : 8   | Tigres   | Once de Noviembre, Cartagena | 13 de enero | 17:00 |
| Toros    | 4 : 16  | Leones   | 18 de Junio, Montería        | 13 de enero | 17:00 |

| Leones   | 5 : 6 | Tigres | Once de Noviembre, Cartagena | 15 de enero | 19:00 |
| Caimanes | 5 : 1 | Toros  | 20 de Enero, Sincelejo       | 15 de enero | 19:00 |
| Leones   | 2 : 8 | Tigres | Once de Noviembre, Cartagena | 16 de enero | 19:00 |
| Caimanes | 8 : 1 | Toros  | 20 de Enero, Sincelejo       | 16 de enero | 19:00 |

### Resumen de las series
| Resumen de series       | Resumen de series  | Resumen de series | Resumen de series | Resumen de series | Resumen de series | Resumen de series | Resumen de series | Resumen de series | Resumen de series | Resumen de series | Resumen de series |
| Ganador                 | Series             | Res. Serie        | Juego 1           | Juego 2           | Juego 3           | Juego 4           | Juego 5           | Juego 6           | Juego 7           | Ciudad            |                   |
| ----------------------- | ------------------ | ----------------- | ----------------- | ----------------- | ----------------- | ----------------- | ----------------- | ----------------- | ----------------- | ----------------- | ----------------- |
| Tigres (7 - 7) Leones   | Tigres vs Leones   | 4 - 3             | 2 : 11            | 2 : 9             | 3 : 9             | 5 : 2             | 5 : 4             | 11 : 3            | 14 : 1            | Montería          |                   |
| Tigres (7 - 7) Leones   | Leones vs Tigres   | 4 - 3             | 0 : 1             | 3 : 1             | 9 : 4             | 6 : 3             | 9 : 5             | 5 : 6             | 2 : 8             | Cartagena         |                   |
| Caimanes (9 - 5) Toros  | Caimanes vs Toros  | 4 - 3             | 1 : 12            | 1 : 2             | 5 : 2             | 2 : 3             | 5 : 3             | 5 : 1             | 8 : 1             | Sincelejo         |                   |
| Caimanes (9 - 5) Toros  | Toros vs Caimanes  | 2 - 5             | 1 : 6             | 12 : 6            | 8 : 9             | 2 : 3             | 3 : 5             | 3 : 9             | 13 : 12           | Barranquilla      |                   |
| Toros (3 - 11) Tigres   | Tigres vs Toros    | 5 - 2             | 9 : 2             | 0 : 6             | 8 : 11            | 7 : 4             | 7 : 1             | 6 : 1             | 5 : 4             | Sincelejo         |                   |
| Toros (3 - 11) Tigres   | Toros vs Tigres    | 1 - 6             | 1 : 2             | 6 : 12            | 1 : 4             | 2 : 9             | 11 : 3            | 4 : 5             | 5 : 6             | Cartagena         |                   |
| Caimanes (9 - 5) Leones | Leones vs Caimanes | 1 - 6             | 6 : 8             | 14 : 15           | 9 : 17            | 4 : 5             | 7 : 4             | 4 : 7             | 4 : 6             | Barranquilla      |                   |
| Caimanes (9 - 5) Leones | Caimanes vs Leones | 3 - 4             | 4 : 3             | 3 : 5             | 5 : 4             | 4 : 2             | 0 : 1             | 2 : 9             | 2 : 5             | Montería          |                   |
| Leones (8 - 6) Toros    | Toros vs Leones    | 3 - 4             | 3 : 4             | 2 : 5             | 4 : 17            | 4 : 2             | 4 : 3             | 3 : 2             | 4 : 16            | Montería          |                   |
| Leones (8 - 6) Toros    | Leones vs Toros    | 4 - 3             | 1 : 2             | 6 : 0             | 9 : 5             | 4 : 9             | 13 : 8            | 6 : 4             | 6 : 8             | Sincelejo         |                   |
| Caimanes (8 - 6) Tigres | Tigres vs Caimanes | 3 - 4             | 6 : 2             | 6 : 2             | 2 : 5             | 0 : 4             | 4 : 5             | 11 : 14           | 8 : 3             | Barranquilla      |                   |
| Caimanes (8 - 6) Tigres | Caimanes vs Tigres | 4 - 3             | 4 : 5             | 10 : 9            | 3 : 12            | 11 : 1            | 8 : 14            | 14 : 2            | 3 : 1             | Cartagena         |                   |

|  | Juegos ganados por Tigres   |
|  | Juegos ganados por Leones   |
|  | Juegos ganados por Toros    |
|  | Juegos ganados por Caimanes |

## Pre Play Off
Se jugará del 18 al 20 de enero del 2013 en tres juegos entre el segundo y tercero de la fase regular.

### Serie
| Serie Pre Play Off LCBP de 2012/13 Leones de Montería contra Tigres de Cartagena, 1-2 |          |                    |                 |                   |             |
| Juego                                                                                 | Fecha    | Resultado          | Serie (LEO-TIG) | Estadio           | Duración    |
| 1                                                                                     | Enero 18 | Leones 2; Tigres 4 | 0–1             | Once de Noviembre | 02:50 horas |
| 2                                                                                     | Enero 19 | Tigres 0; Leones 6 | 1–1             | Once de Noviembre | 02:45 horas |
| 3                                                                                     | Enero 20 | Leones 4; Tigres 5 | 1–2             | Once de Noviembre | 03:30 horas |

### Desarrollo

#### Juego 1
| Equipo              | 1 | 2 | 3 | 4 | 5 | 6 | 7 | 8 | 9 | C | H  | E |
| ------------------- | - | - | - | - | - | - | - | - | - | - | -- | - |
| Leones de Montería  | 0 | 0 | 1 | 0 | 0 | 1 | 0 | 0 | 0 | 2 | 6  | 1 |
| Tigres de Cartagena | 1 | 1 | 0 | 1 | 0 | 0 | 0 | 1 | x | 4 | 11 | 0 |

LG:  Ricardo Rodríguez  LP:  Javier Ortiz  SV: Santos Hernández  

#### Juego 2
| Equipo              | 1 | 2 | 3 | 4 | 5 | 6 | 7 | 8 | 9 | C | H  | E |
| ------------------- | - | - | - | - | - | - | - | - | - | - | -- | - |
| Tigres de Cartagena | 0 | 0 | 0 | 0 | 0 | 0 | 0 | 0 | 0 | 0 | 7  | 2 |
| Leones de Montería  | 0 | 0 | 2 | 0 | 3 | 0 | 0 | 1 | x | 6 | 10 | 0 |

LG:  Alberto Bastardo  LP:  Roger Luque  

#### Juego 3
| Equipo              | 1 | 2 | 3 | 4 | 5 | 6 | 7 | 8 | 9 | C | H | E |
| ------------------- | - | - | - | - | - | - | - | - | - | - | - | - |
| Leones de Montería  | 2 | 0 | 1 | 0 | 1 | 0 | 0 | 0 | 0 | 4 | 8 | 1 |
| Tigres de Cartagena | 1 | 0 | 0 | 0 | 3 | 1 | 0 | 0 | x | 5 | 9 | 1 |

LG:  Ricardo Rodríguez  LP:  Javier Ortiz  SV: Cristian Mendoza  

## Play Off Final
Se disputó entre el ganador de la fase anterior y el líder de la fase regular. Programado a siete juegos entre el 22 y el 29 de enero de 2013.

### Serie
| Serie Pre Play Off LCBP de 2012/13 Tigres de Cartagena contra Caimanes de Barranquilla 2-4 |          |                      |                 |                           |          |
| Juego                                                                                      | Fecha    | Resultado            | Serie (TIG-CAI) | Lugar                     | Duración |
| 1                                                                                          | Enero 22 | Tigres 2; Caimanes 3 | 0–1             | Estadio Tomás Arrieta     | 02:45 h  |
| 2                                                                                          | Enero 23 | Tigres 9; Caimanes 2 | 1–1             | Estadio Tomás Arrieta     | 02:55 h  |
| 3                                                                                          | Enero 25 | Caimanes 5; Tigres 3 | 1–2             | Estadio Once de Noviembre | 03:15 h  |
| 4                                                                                          | Enero 26 | Caimanes 2; Tigres 3 | 2–2             | Estadio Once de Noviembre | 03:04 h  |
| 5                                                                                          | Enero 27 | Caimanes 5; Tigres 3 | 2–3             | Estadio Once de Noviembre |          |
| 6                                                                                          | Enero 29 | Tigres 2; Caimanes 3 | 2–4             | Estadio Tomás Arrieta     | 03:50 h  |

### Desarrollo

#### Juego 1
| Equipo                   | 1 | 2 | 3 | 4 | 5 | 6 | 7 | 8 | 9 | C | H | E |
| ------------------------ | - | - | - | - | - | - | - | - | - | - | - | - |
| Tigres de Cartagena      | 0 | 0 | 0 | 0 | 0 | 0 | 0 | 0 | 2 | 2 | 9 | 1 |
| Caimanes de Barranquilla | 0 | 1 | 0 | 0 | 0 | 0 | 0 | 2 | x | 3 | 4 | 1 |

LG:  Gregori Aquino  LP:  Roger Luque  SV:  Haroki Shinoda  

#### Juego 2
| Equipo                   | 1 | 2 | 3 | 4 | 5 | 6 | 7 | 8 | 9 | C | H  | E |
| ------------------------ | - | - | - | - | - | - | - | - | - | - | -- | - |
| Tigres de Cartagena      | 3 | 0 | 1 | 2 | 0 | 0 | 0 | 1 | 2 | 9 | 15 | 1 |
| Caimanes de Barranquilla | 2 | 0 | 0 | 0 | 0 | 0 | 0 | 0 | 0 | 2 | 4  | 4 |

LG:  Ricardo Rodríguez  LP:  Suguro Matsuyama  

#### Juego 3
| Equipo                   | 1 | 2 | 3 | 4 | 5 | 6 | 7 | 8 | 9 | C | H  | E |
| ------------------------ | - | - | - | - | - | - | - | - | - | - | -- | - |
| Caimanes de Barranquilla | 0 | 2 | 0 | 1 | 0 | 1 | 1 | 1 | 0 | 5 | 14 | 0 |
| Tigres de Cartagena      | 0 | 1 | 0 | 1 | 0 | 0 | 0 | 0 | 0 | 3 | 6  | 3 |

LG:  Erick Blackwell  LP:  Ronald Ramírez  SV:  Haroki Shinoda  

#### Juego 4
| Equipo                   | 1 | 2 | 3 | 4 | 5 | 6 | 7 | 8 | 9 | C | H | E |
| ------------------------ | - | - | - | - | - | - | - | - | - | - | - | - |
| Caimanes de Barranquilla | 1 | 0 | 0 | 0 | 0 | 0 | 0 | 0 | 1 | 2 | 0 | 0 |
| Tigres de Cartagena      | 0 | 0 | 0 | 2 | 0 | 0 | 0 | 1 | x | 3 | 0 | 0 |

LG:  Roger Luque  LP:  Xiao Gao  SV:  Carlos Ladeuth  

#### Juego 5
| Equipo                   | 1 | 2 | 3 | 4 | 5 | 6 | 7 | 8 | 9 | C | H | E |
| ------------------------ | - | - | - | - | - | - | - | - | - | - | - | - |
| Caimanes de Barranquilla | 0 | 0 | 3 | 0 | 0 | 0 | 0 | 0 | 2 | 5 | 9 | 2 |
| Tigres de Cartagena      | 0 | 2 | 0 | 0 | 1 | 0 | 0 | 0 | 0 | 3 | 6 | 1 |

LG:  Haroki Shinoda  LP:  Ernesto Frieri  

#### Juego 6
| Equipo                   | 1 | 2 | 3 | 4 | 5 | 6 | 7 | 8 | 9 | C | H | E |
| ------------------------ | - | - | - | - | - | - | - | - | - | - | - | - |
| Tigres de Cartagena      | 0 | 0 | 2 | 0 | 0 | 0 | 0 | 0 | 0 | 2 | 7 | 0 |
| Caimanes de Barranquilla | 0 | 0 | 0 | 1 | 0 | 0 | 1 | 0 | 1 | 3 | 2 | 0 |

LG:  Gregory Aquino  LP:  Yesid Salazar  

| Colombia                                   |
| Campeón Caimanes de Barranquilla 8° título |

## Los Mejores
- Temporada regular[5]

### Bateadores
| Promedio de bateo (BA) | Promedio de bateo (BA) | Promedio de bateo (BA) |
| ---------------------- | ---------------------- | ---------------------- |
| 1                      | Jolbert Cabrera (TIG)  | .407                   |
| 2                      | Luis Sierra (CAI)      | .389                   |
| 3                      | Jhonatan Lozada (TIG)  | .383                   |

| Carreras anotadas (R) | Carreras anotadas (R)    | Carreras anotadas (R) |
| --------------------- | ------------------------ | --------------------- |
| 1                     | Raul Reyes (LEO)         | 40                    |
| 2                     | Reynaldo Rodríguez (LEO) | 31                    |
| 3                     | Juan C. Infante (TIG)    | 30                    |

| Carreras impulsadas (RBI) | Carreras impulsadas (RBI) | Carreras impulsadas (RBI) |
| ------------------------- | ------------------------- | ------------------------- |
| 1                         | Carlos Villalobos (CAI)   | 38                        |
| 2                         | Raul Reyes (LEO)          | 36                        |
| 3                         | Jolbert Cabrera (TIG)     | 30                        |

| Bases Robadas (SB) | Bases Robadas (SB)       | Bases Robadas (SB) |
| ------------------ | ------------------------ | ------------------ |
| 1                  | Reynaldo Rodríguez (LEO) | 14                 |
| 2                  | Wellington Dotel (LEO)   | 9                  |
| 3                  | Carlos León (CAI)        | 4                  |

| Jonrones (HR) | Jonrones (HR)            | Jonrones (HR) |
| ------------- | ------------------------ | ------------- |
| 1             | Reynaldo Rodríguez (LEO) | 11            |
| 2             | Raul Reyes (LEO)         | 11            |
| 3             | Carlos Villalobos (CAI)  | 8             |

| Hits (H) | Hits (H)              | Hits (H) |
| -------- | --------------------- | -------- |
| 1        | Yuki Okubo (TOR)      | 52       |
| 2        | Jolbert Cabrera (TIG) | 50       |
| 3        | Aaron Eggleston (TOR) | 50       |

| Dobles (2B) | Dobles (2B)             | Dobles (2B) |
| ----------- | ----------------------- | ----------- |
| 1           | Jolbert Cabrera (TIG)   | 14          |
| 2           | Raul Reyes (LEO)        | 14          |
| 3           | Carlos Villalobos (CAI) | 13          |

| Triples (3B) | Triples (3B)           | Triples (3B) |
| ------------ | ---------------------- | ------------ |
| 1            | Wellington Dotel (TIG) | 4            |
| 2            | Diover Ávila (LEO)     | 4            |
| 3            | Carlos Willougby (LEO) | 3            |

### Lanzadores
| Juegos Ganados (W) | Juegos Ganados (W)     | Juegos Ganados (W) |
| ------------------ | ---------------------- | ------------------ |
| 1                  | Gregorio Aquino (CAI)  | 4-1 (0.800)        |
| 2                  | Erick Blackwell (CAI)  | 6-2 (0.750)        |
| 3                  | Suguro Matsuyama (CAI) | 5-2 (0.714)        |

| Efectividad (ERA) | Efectividad (ERA)      | Efectividad (ERA) |
| ----------------- | ---------------------- | ----------------- |
| 1                 | Roger Luque (TIG)      | 2.04              |
| 2                 | Suguro Matsuyama (CAI) | 2.54              |
| 3                 | Javier Ortiz (LEO)     | 2.78              |

| Ponches (SO) | Ponches (SO)          | Ponches (SO) |
| ------------ | --------------------- | ------------ |
| 1            | Gregorio Aquino (CAI) | 51           |
| 2            | Xiao Gao (TOR)        | 46           |
| 3            | Roger Luque (TIG)     | 39           |

| Juegos Salvados (SV) | Juegos Salvados (SV)   | Juegos Salvados (SV) |
| -------------------- | ---------------------- | -------------------- |
| 1                    | Haruki Shinoda (CAI)   | 13                   |
| 2                    | Santos Hernández (TIG) | 5                    |
| 3                    | Willy Paredes (LEO)    | 4                    |

### Jugadores premiados
| Categoría           | Ganador         | Equipo   | Fase              |
| ------------------- | --------------- | -------- | ----------------- |
| Jugador más valioso | Jolbert Cabrera | Tigres   | Temporada regular |
| Jugador más valioso | Jesús Valdez    | Caimanes | Final             |
| Novato del año      | Ronald Luna     | Toros    | Temporada regular |
| Mejor lanzador      | Roger Luque     | Tigres   | Temporada regular |
| Mánager del año     | Donaldo Méndez  | Tigres   |                   |